# Teodolit

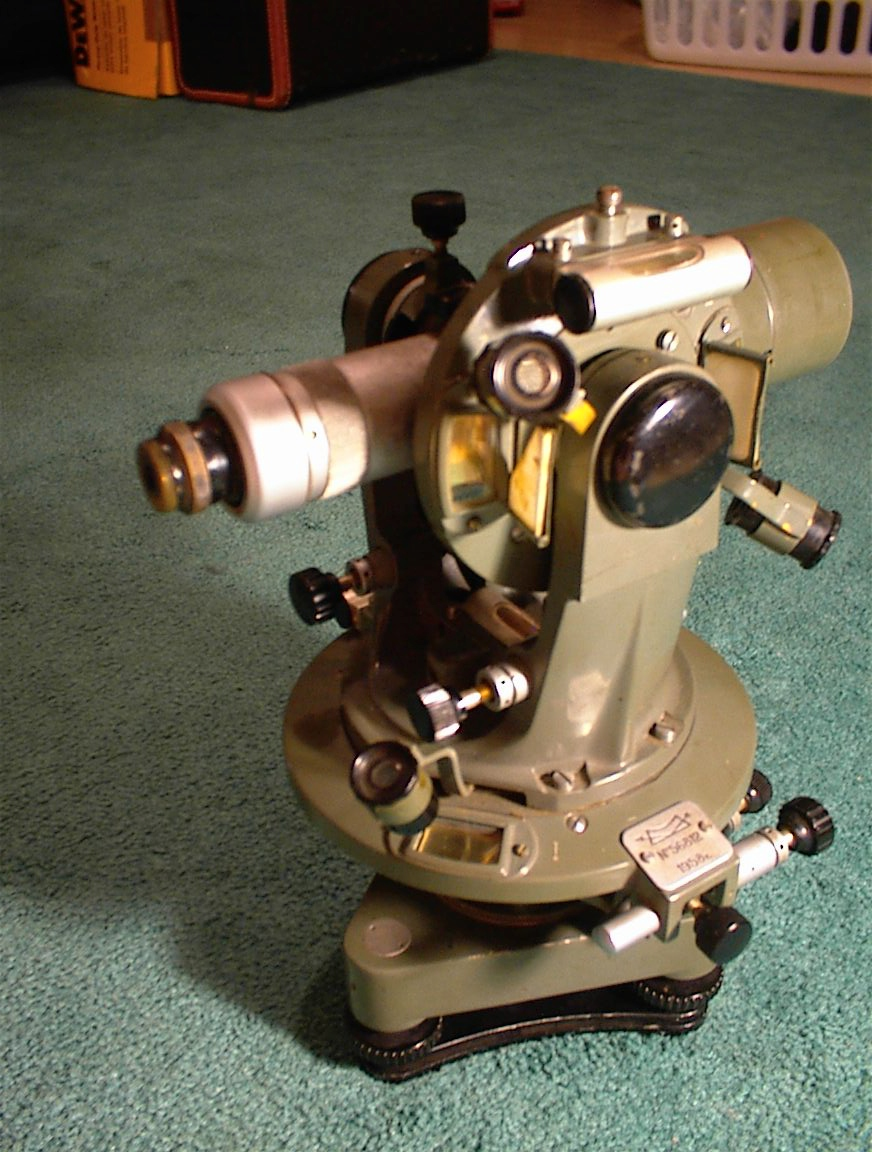
Teodolit modern (Rússia 1958)

El teodolit és un instrument de mesura mecànic-òptic universal que serveix per mesurar angles verticals i, sobretot, horitzontals, àmbit en el qual té una precisió elevada. Amb altres eines auxiliars pot mesurar distàncies i desnivells. És portàtil i manual; està fet per a fins topogràfics i per a l'enginyeria, sobretot en les triangulacions. Amb l'ajuda d'una mira i mitjançant la taquimetria, pot mesurar distàncies. Un equip més modern i sofisticat és el teodolit electrònic, i un altre instrument més sofisticat és un altre tipus de teodolit més conegut com a estació total. Bàsicament, el teodolit actual és un telescopi muntat sobre un trípode i amb dos cercles graduats, un de vertical i un altre d'horitzontal, amb els quals es mesuren els angles amb l'ajuda d'unes lents.

## Classificació

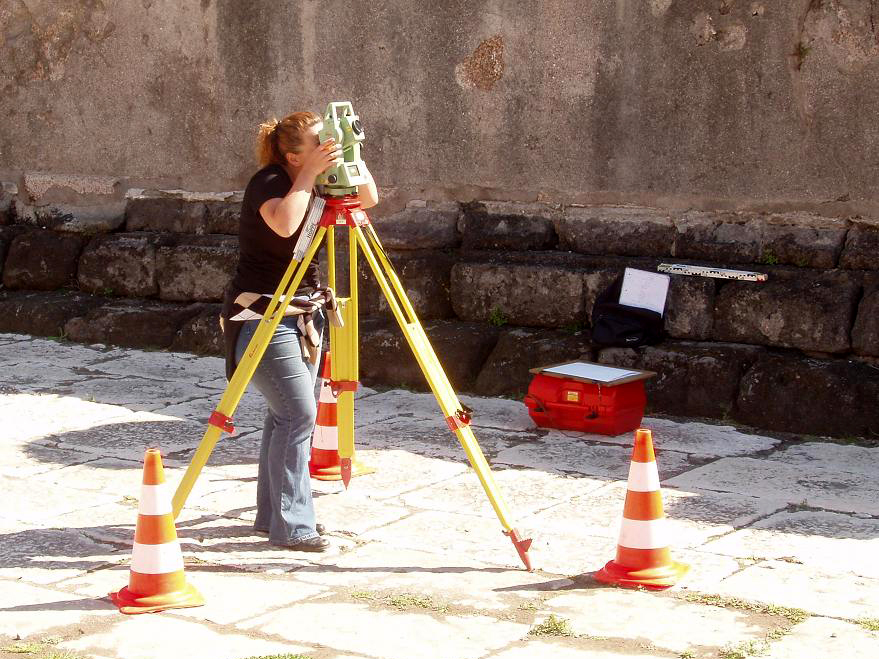
Teodolit modern.

Els teodolits es classifiquen en teodolits repetidors, direccionals i teodolit-brúixola.

### Teodolits repetidors

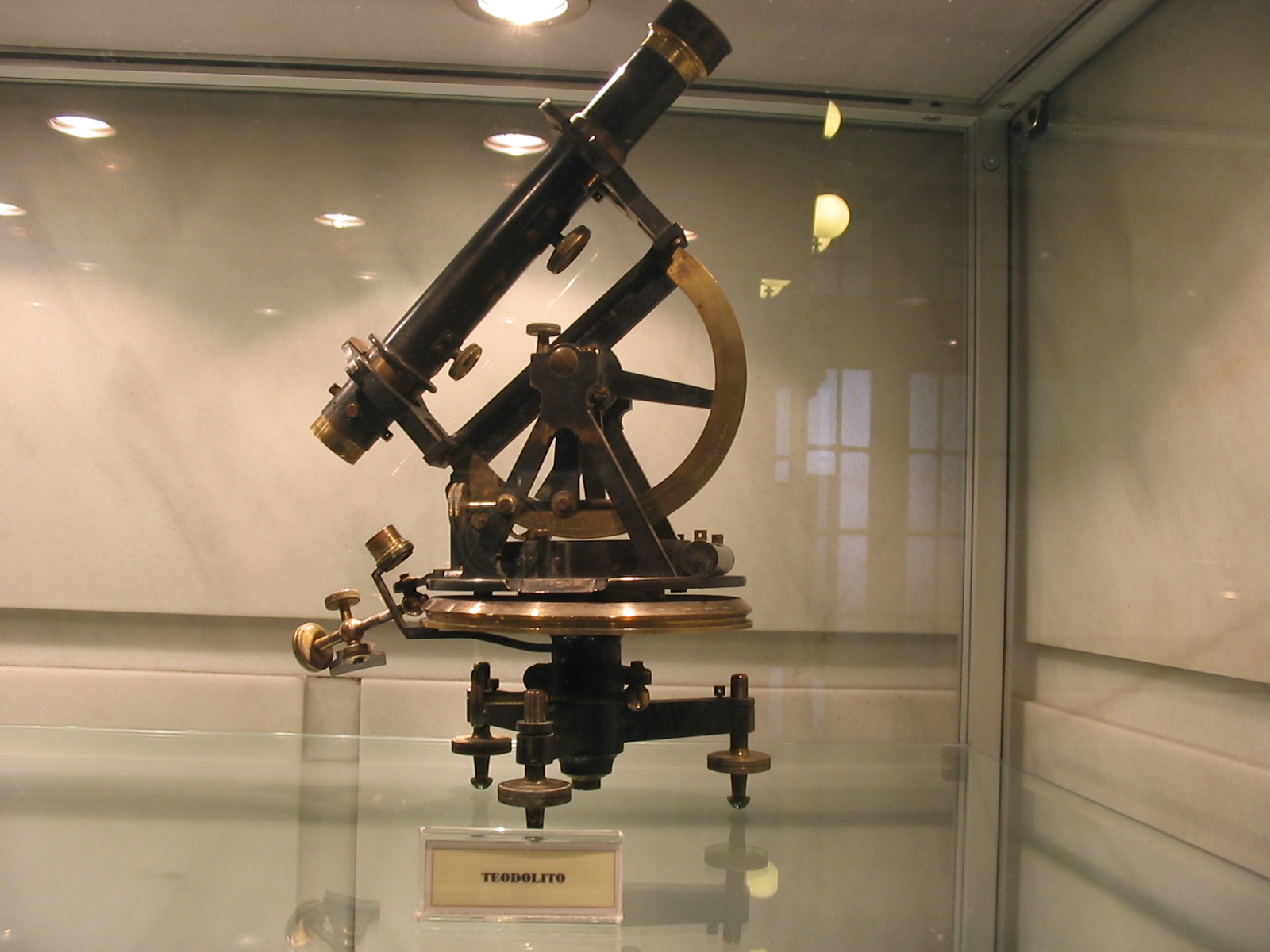
Una versió antiga de teodolit.

Aquests han estat fabricats per l'acumulació de mesures successives d'un mateix angle horitzontal en el limbe, permetent així dividir l'angle acumulat i el nombre de mesuraments.

### Teodolits direccionals
Anomenats també de reiteració, els teodolits direccionals tenen la particularitat de disposar d'un limbe fix i només es pot moure l'alidada.

### Teodolit-brúixola
Com diu el seu nom, té incorporada una brúixola de característiques especials. Aquest té una brúixola imantada amb la mateixa direcció al cercle horitzontal. Sobre el diàmetre 0-180 graus de gran precisió.

### Teodolit electrònic
És la versió del teodolit òptic, amb la incorporació d'electrònica per fer les lectures del cercle vertical i horitzontal, desplegant els angles en una pantalla, eliminant errors d'apreciació. És més simple en el seu ús, i, per requerir menys peces, és més simple la seva fabricació i en alguns casos el seu calibratge.
Les principals característiques que s'han d'observar per comparar aquests equips que cal tenir en compte: la precisió, el nombre d'augments a la lent de l'objectiu i si té o no compensador electrònic.
Vegeu estació total.

## Eixos

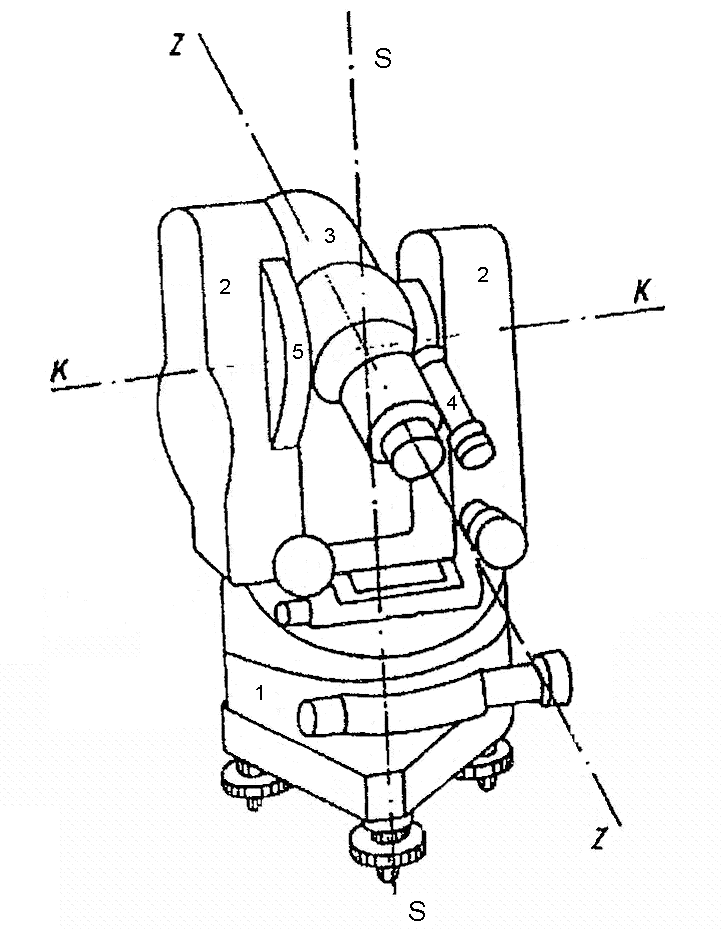
Eixos principals d'un teodolit

El teodolit té 3 eixos principals i 2 eixos secundaris.

### Eixos Principals
- Eix vertical de rotació instrumental S - S (EVRI)
- Eix horitzontal de rotació de la ullera K - K (EHRA)
- Eix òptic Z - Z (EO)

L'eix vertical de Rotació Instrumental és l'eix que segueix la trajectòria del zenit-nadir, també conegut com la línia de la plomada, i que marca la vertical del lloc.
L'eix òptic és aquell que s'enfoca als punts. L'eix principal és l'eix on es mesuren els angles horitzontals. L'eix que segueix la trajectòria de la línia visual ha de ser perpendicular a l'eix secundari i aquest ha de ser perpendicular a l'eix vertical. Els discs són fixos i l'alidada és la part mòbil. L'eclímetre també és el disc vertical.
L'eix horitzontal de Rotació de la Ullera o eix de monyons és l'eix secundari del teodolit, en el qual es mou el visor. A l'eix de monyons s'ha de mesurar quan utilitzem mètodes directes, com una cinta de mesurar, i així obtenim la distància geomètrica. Si mesurem l'altura del fita obtindrem la distància geomètrica elevada i si mesurem directament a terra obtindrem la distància geomètrica semielevada, les dues es mesuren a partir de l'eix de monyons del teodolit.
El pla de col·limació és un pla vertical que passa per l'eix de col·limació que està al centre del visor de l'aparell, es genera en girar l'objectiu.

### Eixos secundaris
- Línia de fe
- Línia d'índex

## Parts

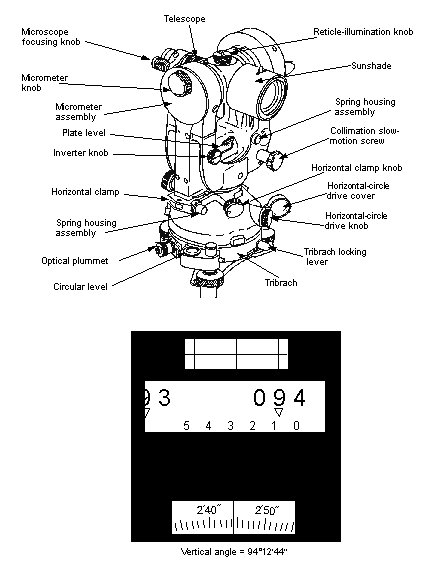
Parts d'un teodolit

Un teodolit, sense importar el tipus ni l'avanç tecnològic al que hagi estat sotmès, consta de les següents parts:
- La base nivell, que anivella l'instrument sobre la base
- El limbe
- L'alidada

Aquestes parts principals es divideixen en altres peces, que són:
- Ullera
- Cargol d'enfocament de l'objectiu
- Pinyó
- Ocular
- Cercle vertical graduat
- Cercle horitzontal graduat
- Plomada (pot ser òptica o física, depenent del model)
- Cargols calants
- Cargol de subjecció (és la part que uneix l'aparell amb el trípode)
- Micròmetre
- Mirall d'il·luminació (només en alguns aparells)
- Nivell tubular
- Nivell esfèric
- Nansa de transport

### Parts principals
- Nivells: el nivell és un petit tub tancat que conté una barreja d'alcohol i èter, una bombolla d'aire, la tangent a la bombolla d'aire, serà un pla horitzontal. Es pot treballar amb els nivells sense corregir.
- Precisió: depèn del tipus de teodolits que s'utilitzi. Hi ha des dels antics que varien entre el minut i mig minut, els moderns que tenen una precisió d'entre 10", 6", 1" i fins a 0.1".
- Nivell esfèric: caixa cilíndrica tapada per un casquet esfèric. Com més baix sigui el radi de curvatura menys sensibles seran; serveixen per obtenir de forma ràpida el pla horitzontal. Aquests nivells tenen en el centre un cercle, cal posar la bombolla dins del cercle per trobar un pla horitzontal força aproximat. Tenen menor precisió que els nivells històrics, la seva precisió és de 1' com a màxim encara que el normal és 10' o 12 '.
- Nivell tòric: si no està corregit ens impedeix mesurar. Cal calar-lo amb els cargols que porta l'aparell. Per corregir el nivell cal baixar un angle determinat i després estant en el pla horitzontal amb els cargols s'anivella l'angle que hem determinat. Es pot treballar sense corregir-lo, però s'ha de canviar la constant que ens dona el fabricant. Per treballar no corregit necessitem un pla paral·lel. Per mesurar cap al nord geogràfic (mesurem azimut, si no tenim orientacions) utilitzem el moviment general i el moviment particular. Serveixen per orientar l'aparell i si coneixem els azimutals sabrem les adreces mesures respecte al nord.
- Plomada: s'utilitza perquè el teodolit estigui en la mateixa vertical que el punt del sòl.
- Plomada de gravetat: bastant incomoditat en el seu maneig, es fa poc precisa sobretot els dies de vent. Era el mètode utilitzat abans aparèixer la plomada òptica.
- Plomada òptica: és la que porten avui dia els teodolits, per l'ocular veiem el terra i així posem l'aparell en la mateixa vertical que el punt buscat.
- Limbes: discs graduats que ens permeten determinats angles. Estan dividits de 0 a 360 graus sexagesimals, o de 0 a 400 graus centesimals. En els limbes verticals podem veure diverses graduacions (limbes zenitals). Els limbes són discs graduats, tant verticals com horitzontals. Els teodolits mesuren en graduació normal (sentit dextrogir o en el sentit del rellotge) o graduació anormal (sentit levogir o contrari a les agulles del rellotge). Es mesuren angles zenitals (distància zenital), angle de pendent (alçada d'horitzó) i angle nadirals.
- Nònius: mecanisme que ens permet augmentar o disminuir la precisió d'un limbe. Dividim les n - 1 divisions del limbe entre les n divisions del nònius. La sensibilitat del nònius és la diferència entre la magnitud del limbe i la magnitud del nònius.
- Micròmetre: mecanisme òptic que permet fer la funció dels nònius però de manera que es veu una sèrie de graduacions i un raig òptic mitjançant mecanismes, això augmenta la precisió.

### Parts accessòries
- Trípodes: s'utilitzen per treballar millor, tenen la mateixa X i Y però diferent Z, ja que té una alçada, el més utilitzat és el d'altiplà. Hi ha uns elements d'unió per a fixar el trípode a l'aparell. Els cargols anivelladors mouen la plataforma del trípode, la plataforma anivelladora té tres cargols per aconseguir que l'eix vertical sigui vertical.
- Caragol de pressió (moviment general): cargol marcat en groc, es fixa el moviment particular, que és el dels índexs, i es desplaça el disc negre solidari amb l'aparell. Es busca el punt i es fixa el cargol de pressió. Aquest cargol actua en forma radial, és a dir cap a l'eix principal.
- Cargol de coincidència (moviment particular o lent): si cal visar un punt llunyà, amb el pols no es pot, per centrar el punt s'utilitza el cargol de coincidència. Amb aquest moviment es fa coincidir la línia vertical de la creu filar amb la vertical desitjada, i aquest actua en forma tangencial. Els altres dos cargols mouen l'índex i així es poden mesurar angles o lectures azimutals amb aquesta orientació.[6]

## Moviments del teodolit
Aquest instrument, prèviament instal·lat sobre el trípode en un punt del terreny que s'anomena estació, realitza els moviments sobre els eixos principals.

### Moviment de l'alidada
Aquest moviment es realitza sobre l'eix vertical (SS), també present en els instruments de totes les generacions de teodolit. Permet a l'operador girar la ullera horitzontalment, en un rang de 360°.

### Moviment de la ullera
Aquest moviment és el que realitza sobre l'eix horitzontal (KK) i permet a l'operador girar des del punt de suport fins al zenit, encara que aquests casos són molt rars, ja que usualment abasta un rang mitjà de 90° i un altre.

## Característiques constructives fonamentals
Per realitzar un bon aixecament topogràfic s'ha de considerar les següents condicions:
- Quan el teodolit es troba perfectament instal·lat en una estació, l'eix vertical (o eix principal) (SS) queda perfectament vertical.
- L'eix de col·limació (ZZ) ha de ser perpendicular a l'eix horitzontal (KK).
- L'eix horitzontal (KK) ha de ser perpendicular a l'eix vertical (SS).

## Història

### Antecedents històrics
Abans del teodolit, instruments com el groma, el quadrat geomètric i el dioptra, i diversos altres cercles graduats (vegeu circumferentor) i semicercles (vegeu grafòmetre) s'usaven per obtenir mesures d'angles verticals o horitzontals. Amb el temps, les seves funcions es van combinar en un sol instrument que podia mesurar tots dos angles simultàniament.
La primera aparició de la paraula "teodolit" es troba al llibre de text topografia A geometric practice named Pantometria (1571) de Leonard Digges. Es desconeix l'origen de la paraula. La primera part del neollatí theo-delitus podria provenir del grec θεᾶσθαι, "contemplar o contemplar atentament" La segona part sovint s'atribueix a una variació poc acadèmica de la paraula grega: δῆλος,que significa "evident" o "clar". S'han suggerit altres derivacions neolatines o gregues, així com un origen anglès de l′“alidada".
Els primers precursors del teodolit eren de vegades instruments acimutals per mesurar angles horitzontals, mentre que altres tenien una muntura altacimutal per mesurar angles horitzontals i verticals. Gregorius Reisch va il·lustrar un instrument altacimutal a l'apèndix del seu llibre de 1512 Margarita Philosophica. Martin Waldseemüller, un topògraf i cartògraf va fer el dispositiu en aquell any anomenant-lo el polimetrum. En el llibre de Digges de 1571, el terme "teodolit" es va aplicar a un instrument per mesurar angles horitzontals únicament, però també va descriure un instrument que mesurava tant l'altitud com l'azimut, que va anomenar instrument topogràfic. Possiblement el primer instrument que es va aproximar a un veritable teodolit va ser el construït per Josua Habemel el 1576, complet amb brúixola i trípode. El Cyclopaedia de 1728 compara el "grafòmetre" amb "mig teodolit". Todavía en el segle xix, l'instrument per mesurar únicament angles horitzontals s'anomenava "teodolit simple" i l'instrument altacimutal, "teodolit pla".
El primer instrument que va combinar les característiques essencials del teodolit modern va ser construït el 1725 per Jonathan Sisson. Aquest instrument tenia una muntura altacimutal amb telescopi d'observació. La placa base tenia nivells de bombolla, brúixola i cargols d'ajust. Els cercles es llegien amb una escala vernier.

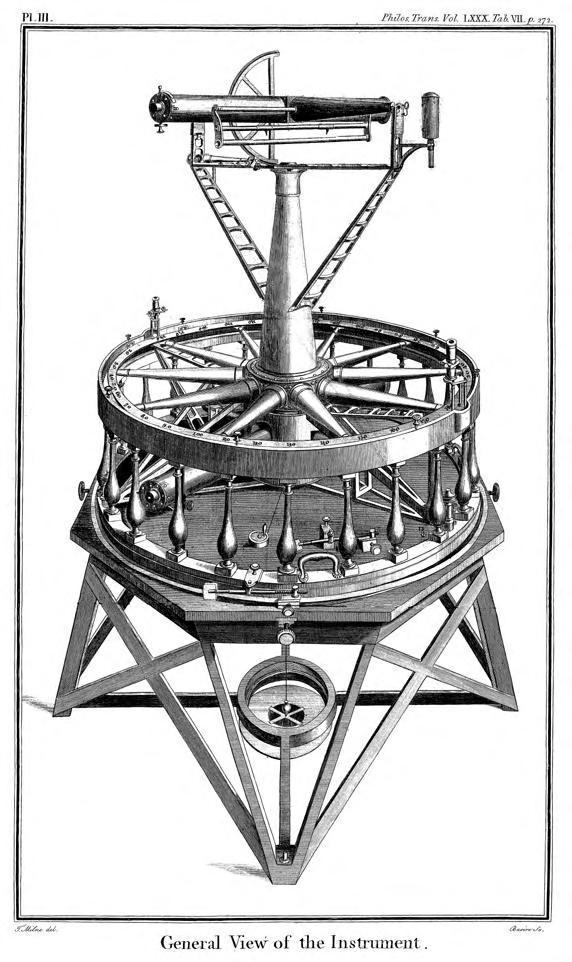
El gran teodolit de Jesse Ramsden de 1787
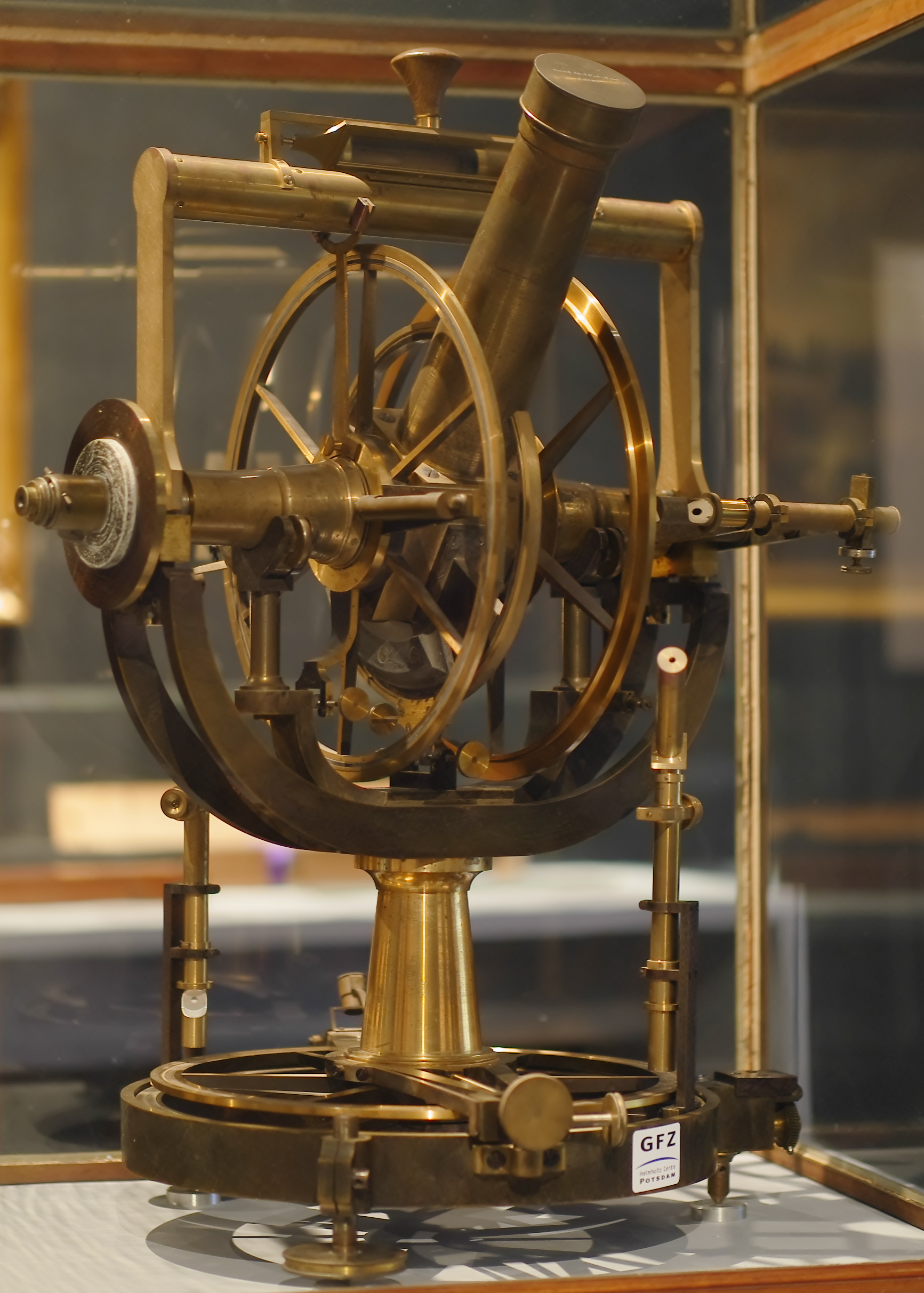
Un teodolit del 1851, que mostra la construcció oberta i les escales d'altitud i azimut que es llegeixen directament.
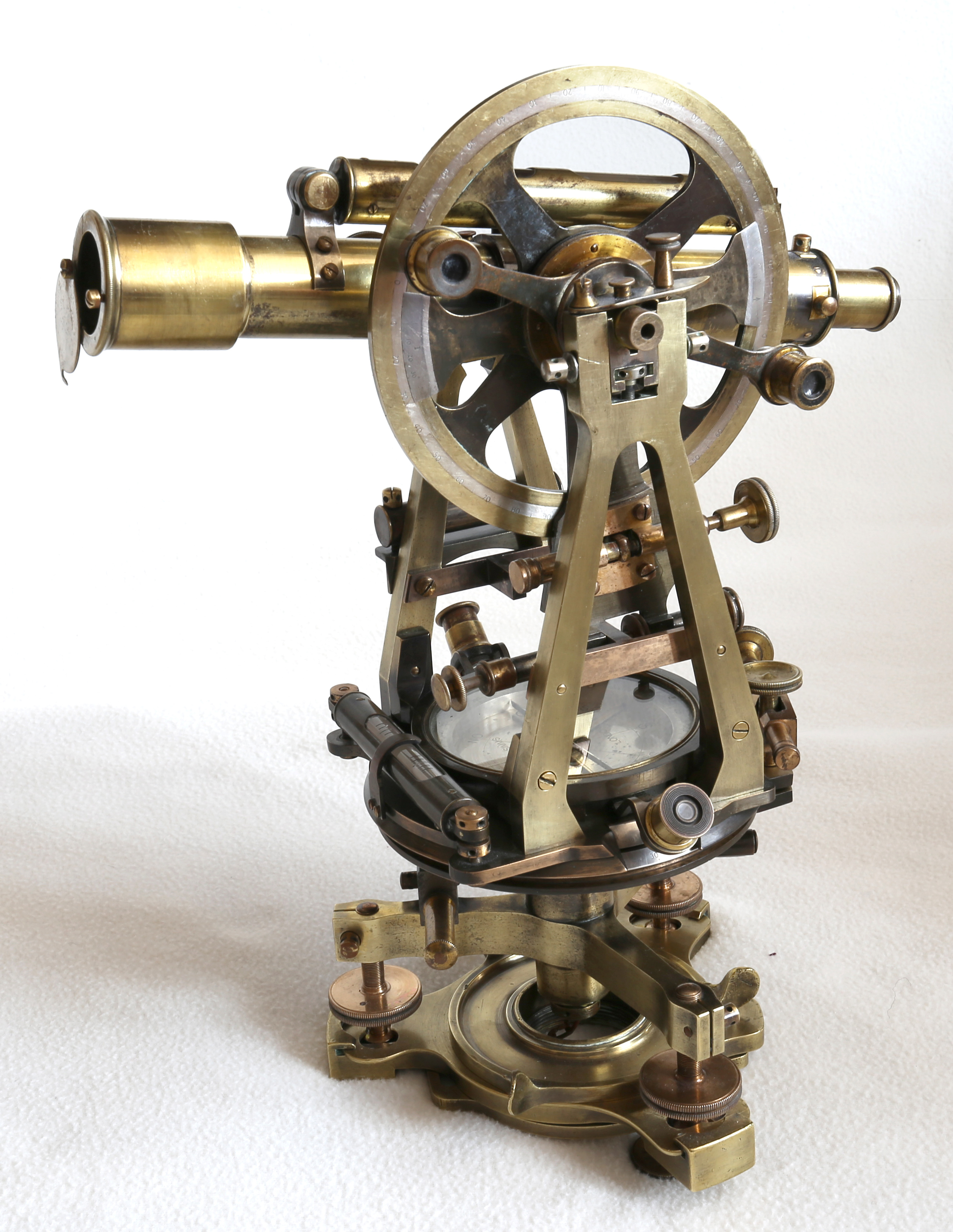
Un teodolit del tipus de trànsit amb cercles de sis polzades, fabricat a la Gran Bretanya c. 1910 per Troughton & Simms
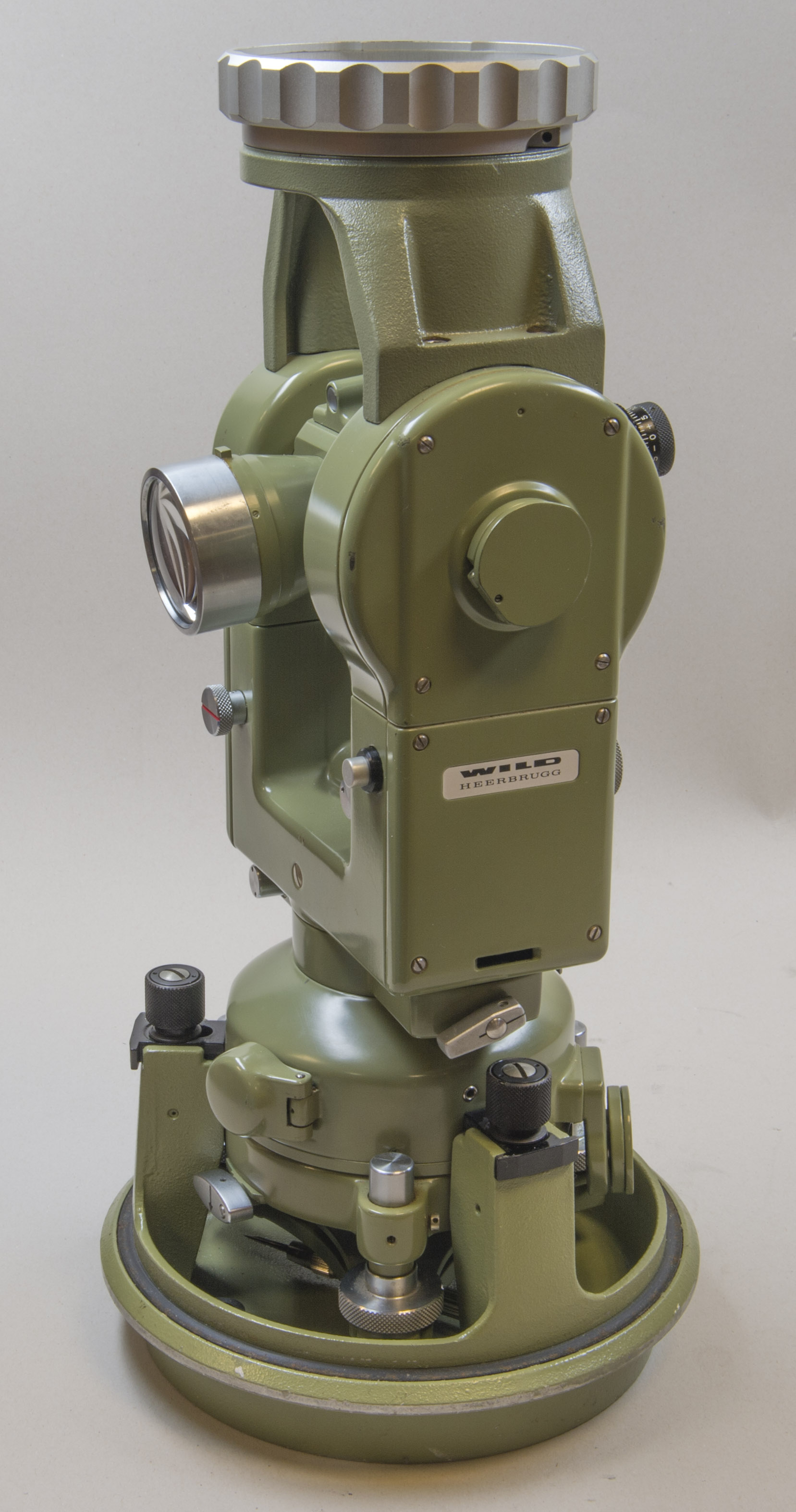
Teodolit Wild T2 dissenyat originalment per Heinrich Wild en 1919
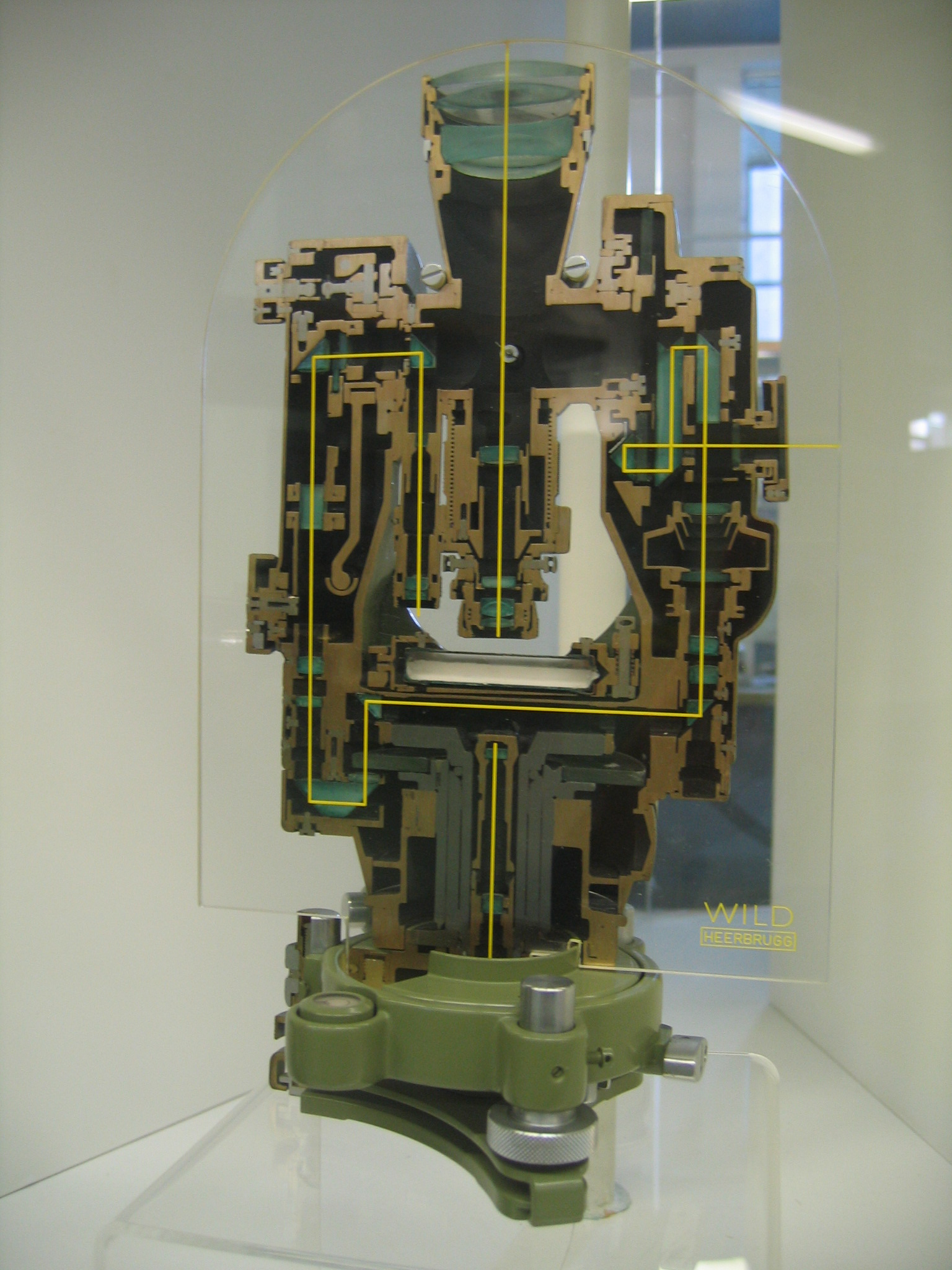
Teodolit de Wild seccionat que mostra les complexes trajectòries de llum per a la lectura òptica i la construcció tancada